# Вилки (Нижньогородська область)
Вилки (рос. Вилки) — присілок в Вознесенському районі Нижньогородської області Російської Федерації.
Населення становить 139 осіб. Входить до складу муніципального утворення Полховсько-Майданська сільрада.

## Історія
Від 2004 року входить до складу муніципального утворення Полховсько-Майданська сільрада.

## Населення
| 1999 | 2002 | 2010 |
| ---- | ---- | ---- |
| 188  | ↘182 | ↘139 |